# Retable de Naves

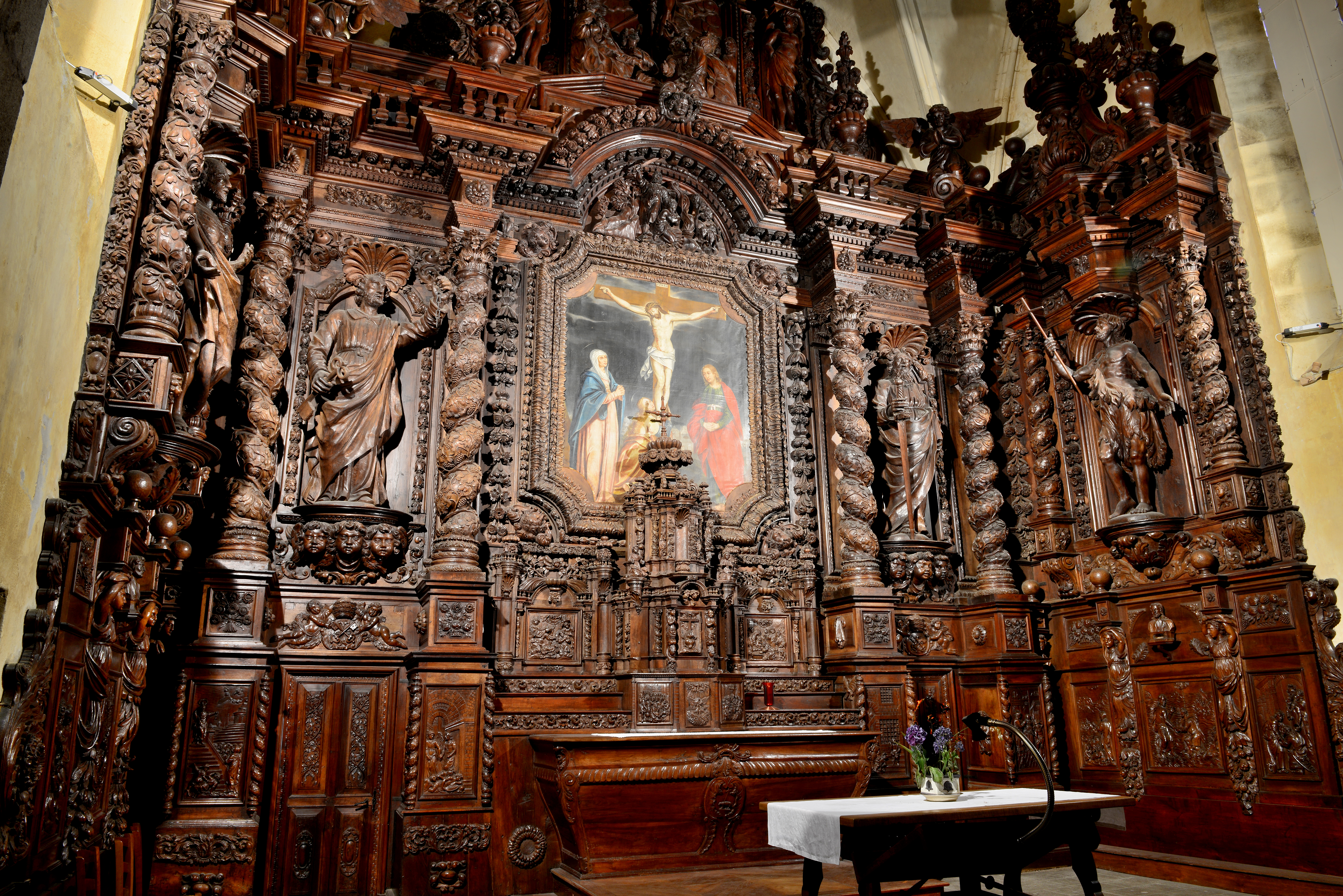
Vue d'ensemble du retable.

Le retable de Naves est situé dans le chœur de l'église Saint-Pierre de Naves en Corrèze près de Tulle, il date de 1704 (date inscrite sur l'un des panneaux près du tabernacle). Il est attribué aux frères Duhamel, Pierre, Jean-François et Léger, mais seule la signature de Pierre figure sur le panneau de l'adoration des mages. Il est de style baroque, en noyer il mesure 14 mètres de large sur 12 mètres de haut.
Il est classé monument historique depuis mars 1890.
Comme l'église il est dédié à saint Pierre, il a été restauré à plusieurs reprises au cours du XXe siècle, en 1956, puis en 1984 où il fut entièrement démonté pièce par pièce pour être traité contre les parasites.

## Description

### Les panneaux à hauteur d'homme
Il y a 10 panneaux sculptés qu'il faut lire de droite à gauche :
- À droite de l'autel
  - La conversion du centurion Corneille,
  - Saint Pierre marchant sur les eaux,
  - La pêche miraculeuse sur le lac de Tibériade,
  - Pierre guérissant Enée la paralytique,
  - Saint Pierre en prison.
- De l'autre côté de l'autel, toujours de droite à gauche,
  - La délivrance de saint Pierre,
  - Le discours de saint Pierre, au moment de la Pentecôte à Jérusalem,
  - La résurrection de la veuve Dorcas,
  - La tempête apaisée
  - Le baptême de Corneille.

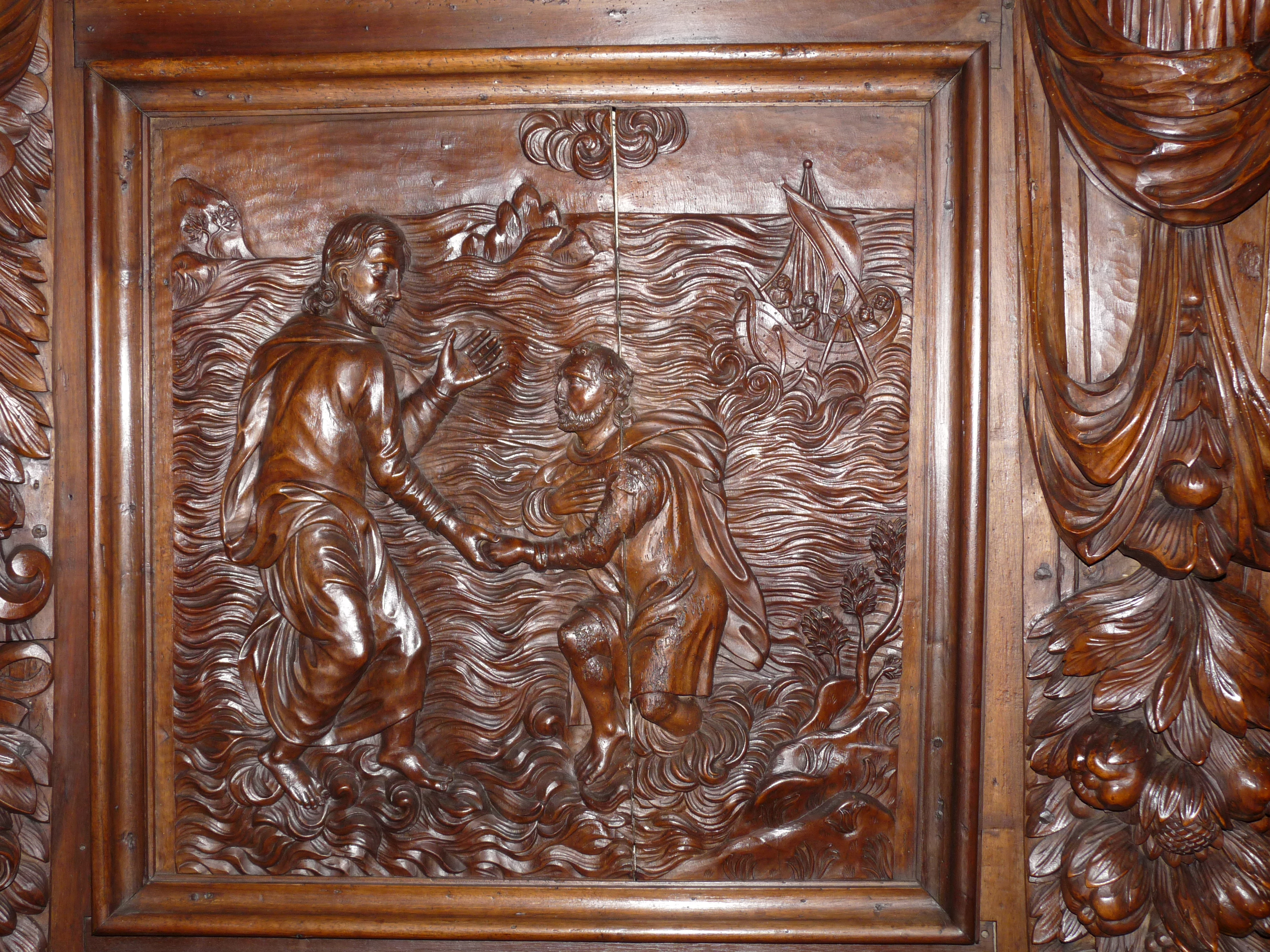
Saint Pierre marchant sur les eaux
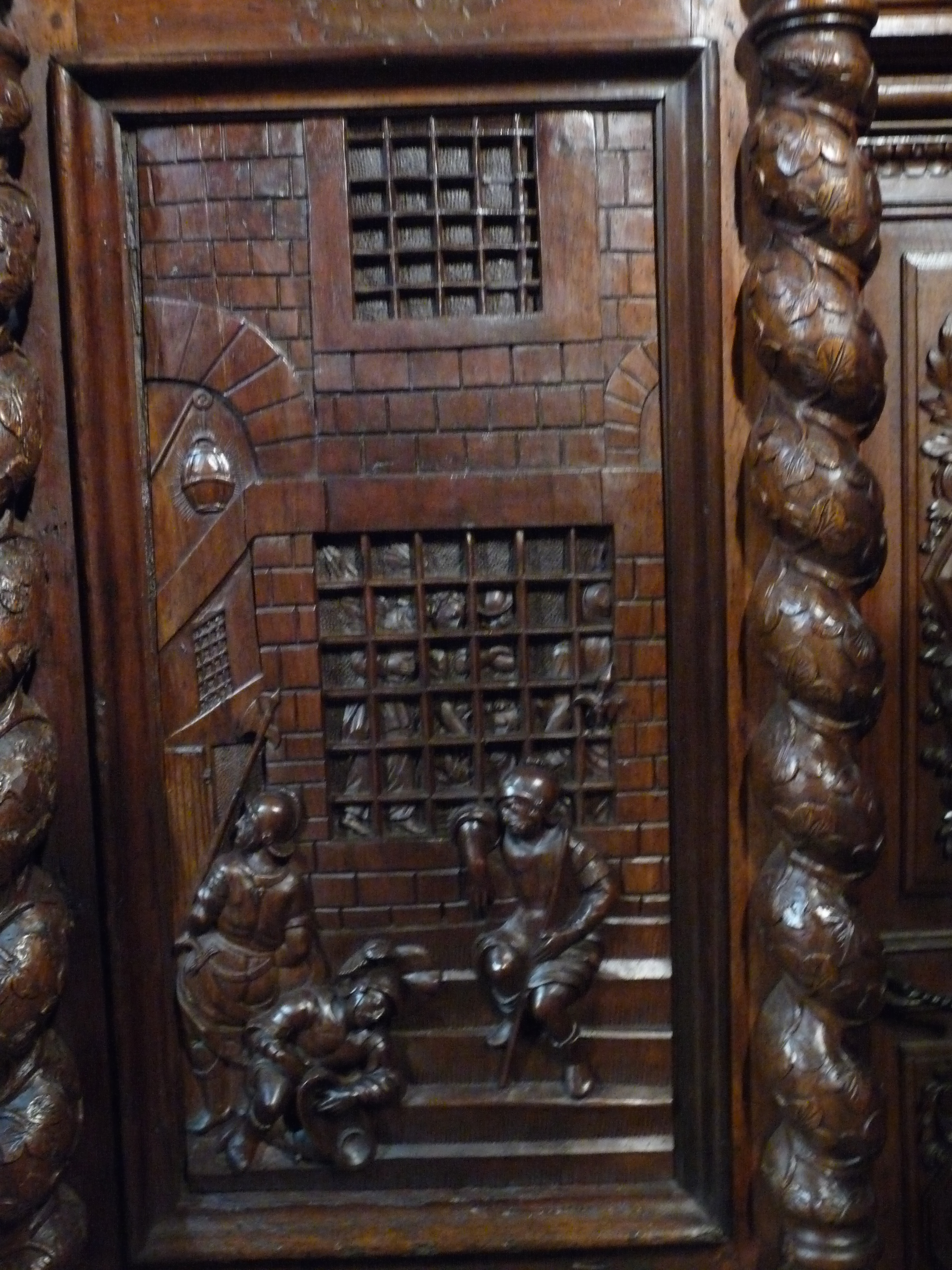
Saint Pierre en prison
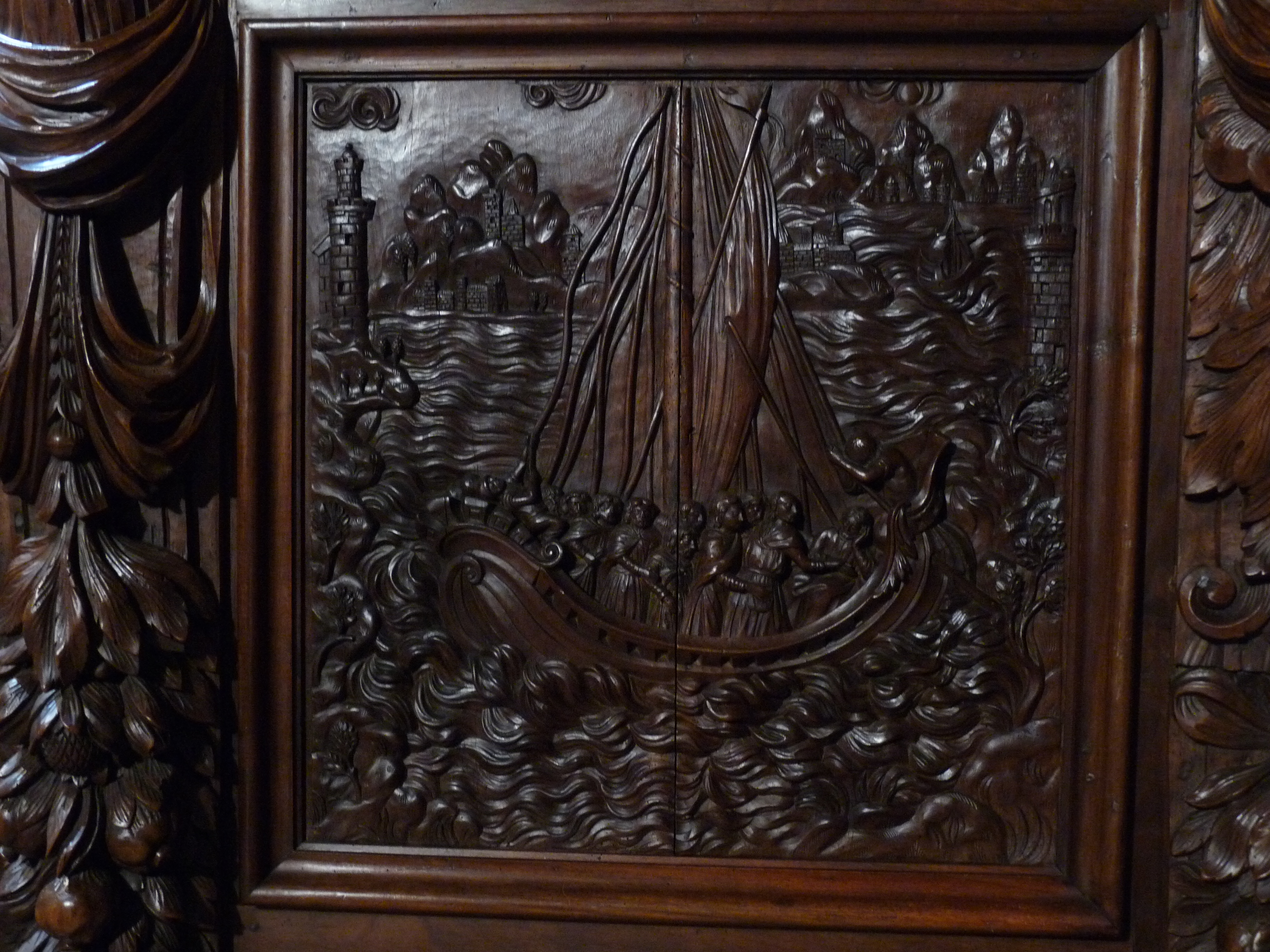
La pêche miraculeuse

### Letabernacle
Le tabernacle est composé de trois étages, dont seul le premier comporte des panneaux sculptés.
- Au centre : le pélican mystique qui nourrit ses petits de son propre corps,
- À droite : la Cène
- À gauche : le lavement des pieds

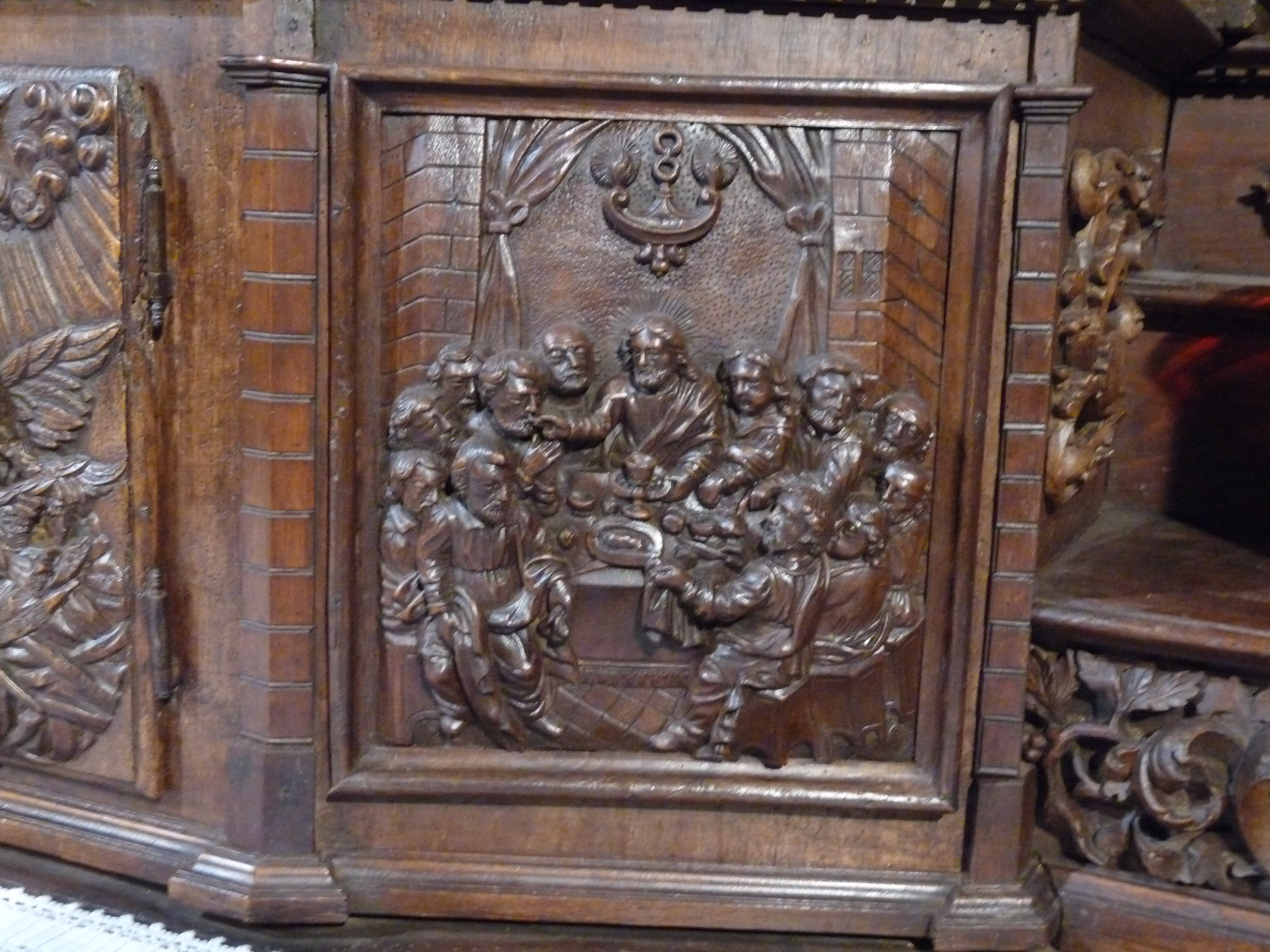
la Cène
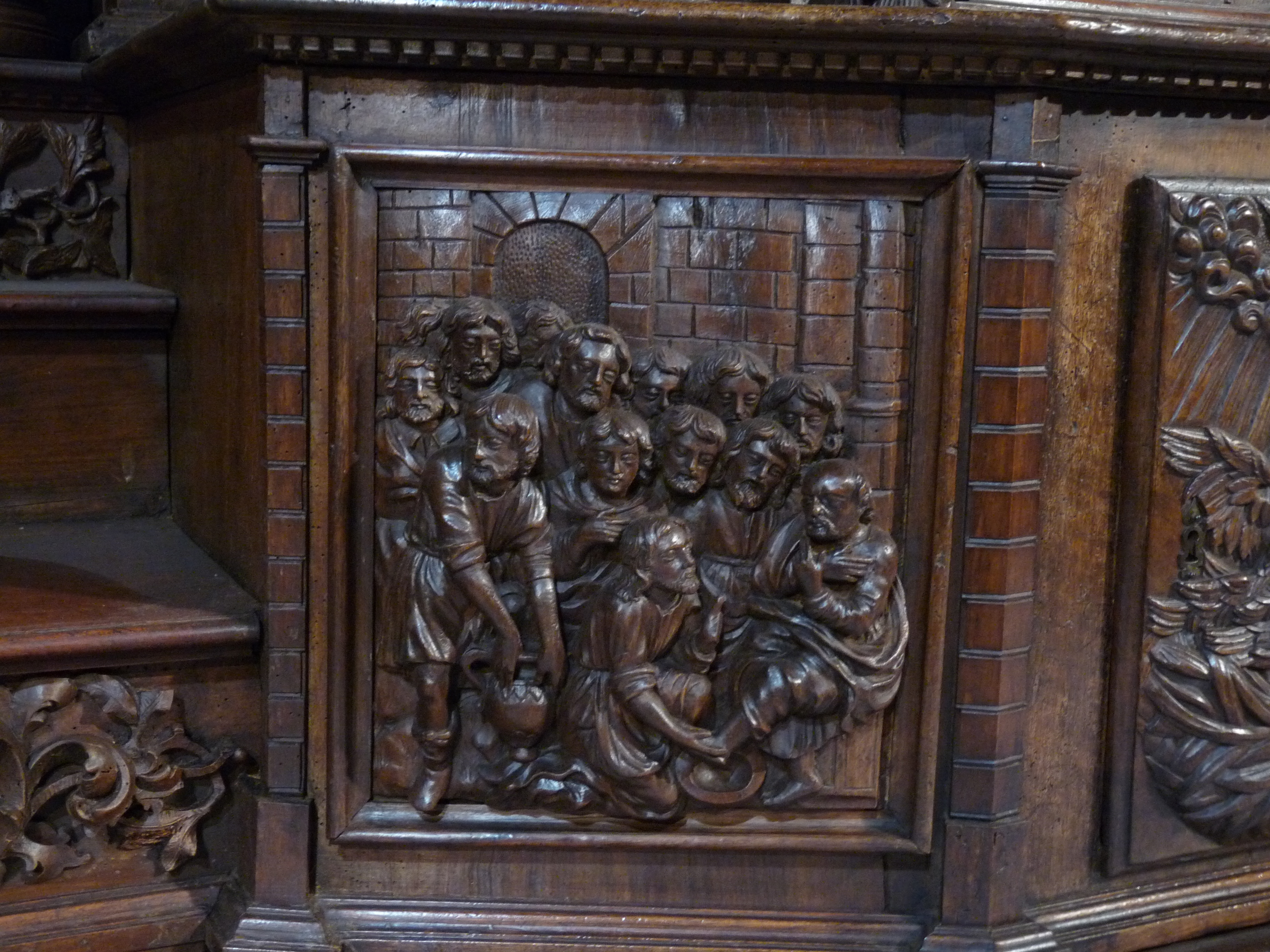
Le lavement des pieds

### Les statues
Quatre grandes statues de plus de deux mètres de haut entourent le panneau central, elles représentent de gauche à droite :
- Saint Jérôme qui fut le premier à traduire la bible en latin, il est le patron de la confrérie des pénitents bleus de Tulle
- Saint Pierre qui tient dans sa main droite la clé, et dans l'autre des chaines

de l'autre côté du tableau 
- Saint Paul tient dans sa main droite l'épée qui a servi pour son supplice
- Saint Jean-Baptiste est vêtu de peaux de bêtes.

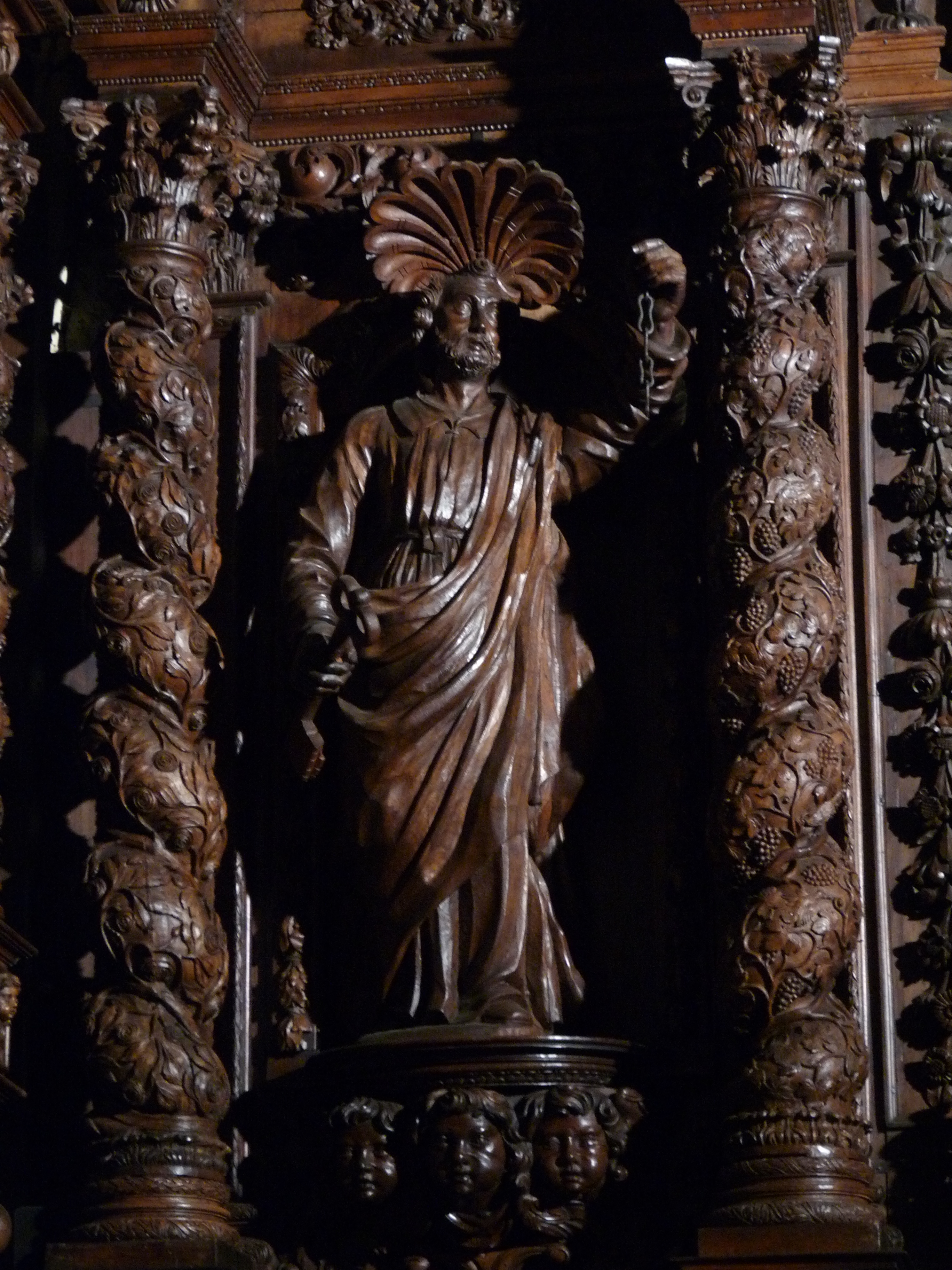
Saint Pierre
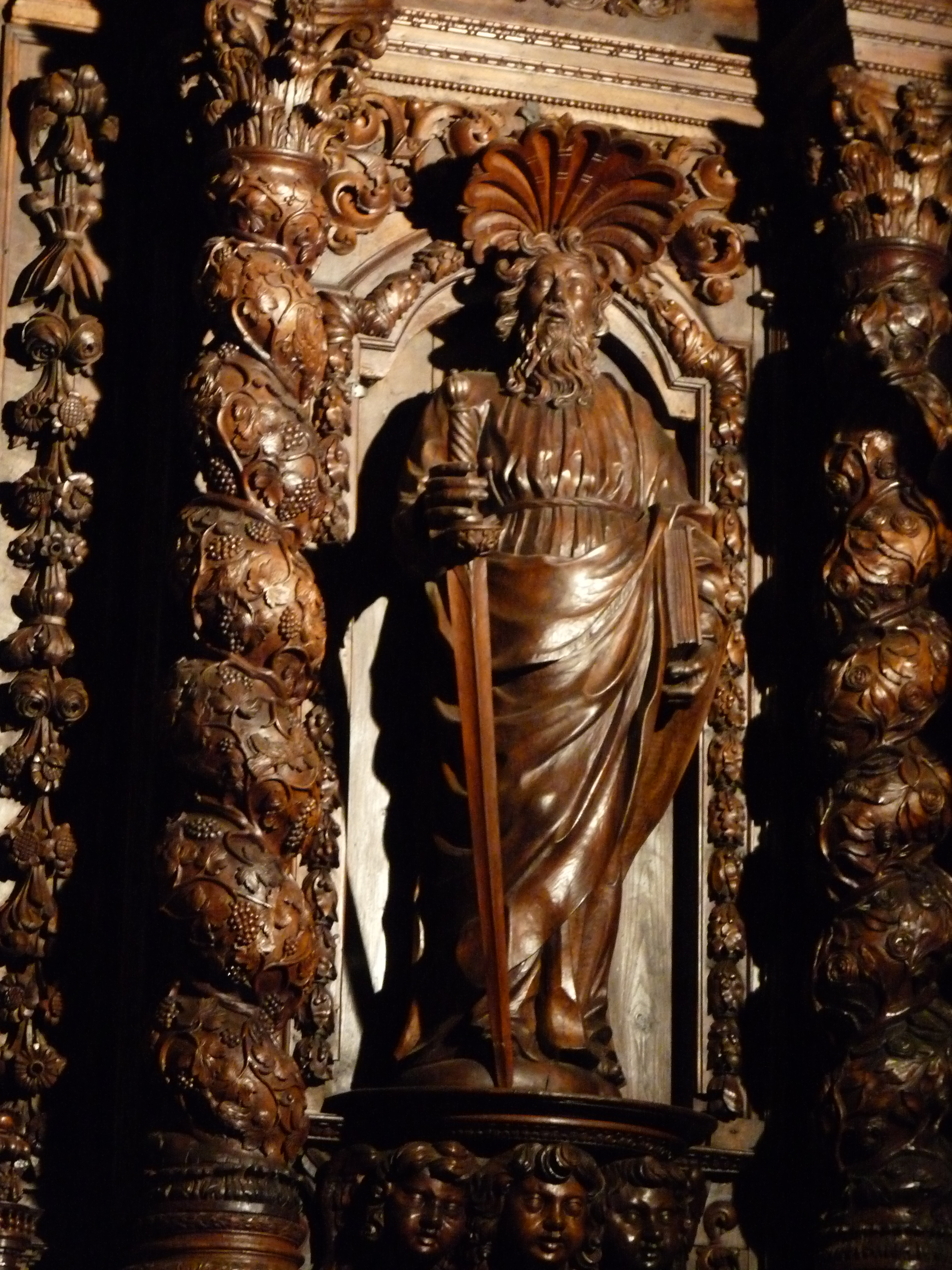
Saint Paul

### Le panneau central
Le panneau central est un tableau d'un artiste local représentant la crucifixion, Marie-Madeleine étreint les pieds du Christ, de chaque côté de celui-ci il y a Marie et Jean le Baptiste.

### Le haut du retable
Le haut du retable représente de bas en haut
- le sacrifice d'Isaac
- L'ascension du Christ
- un oiseau

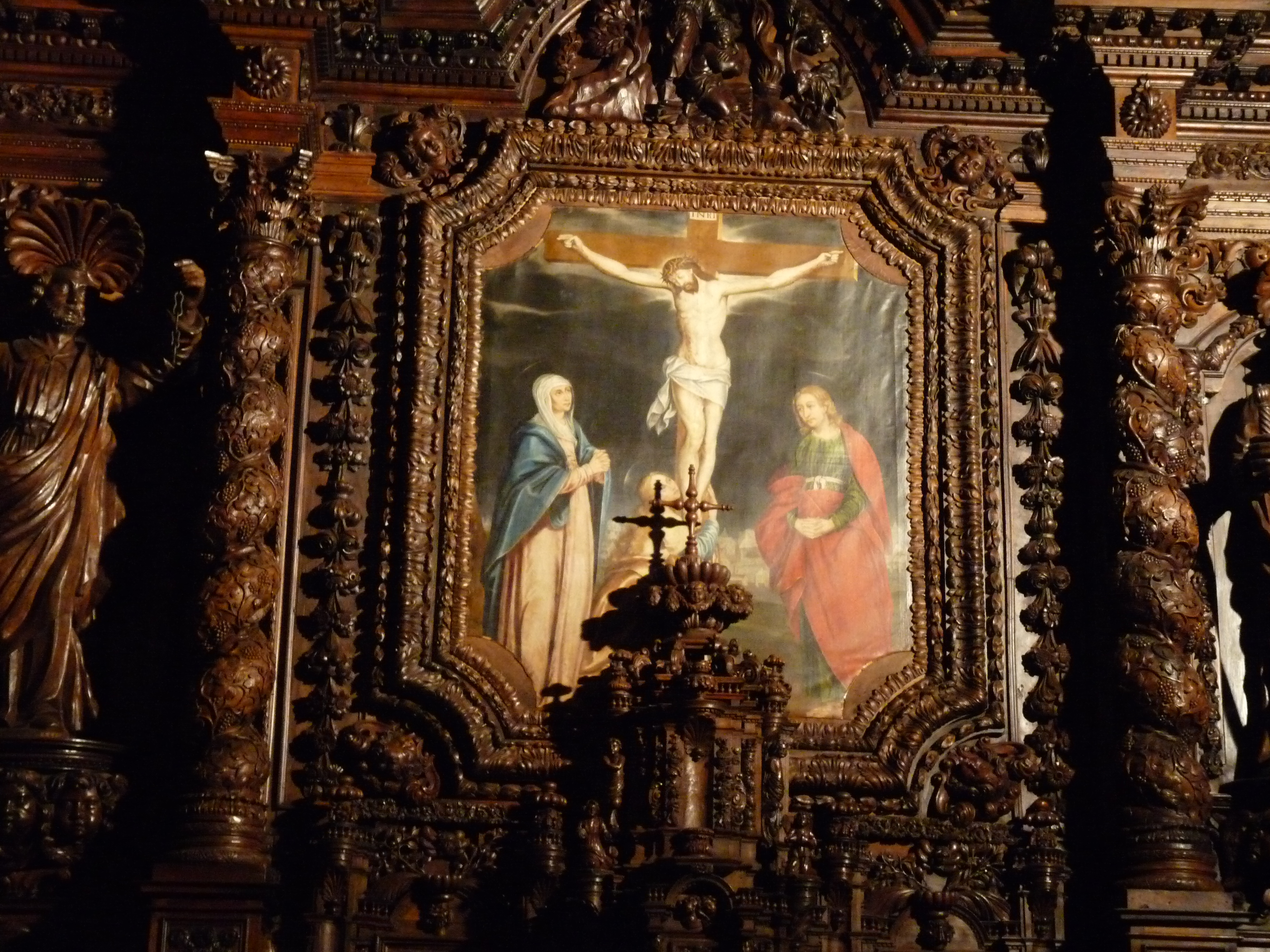
Tableau central.
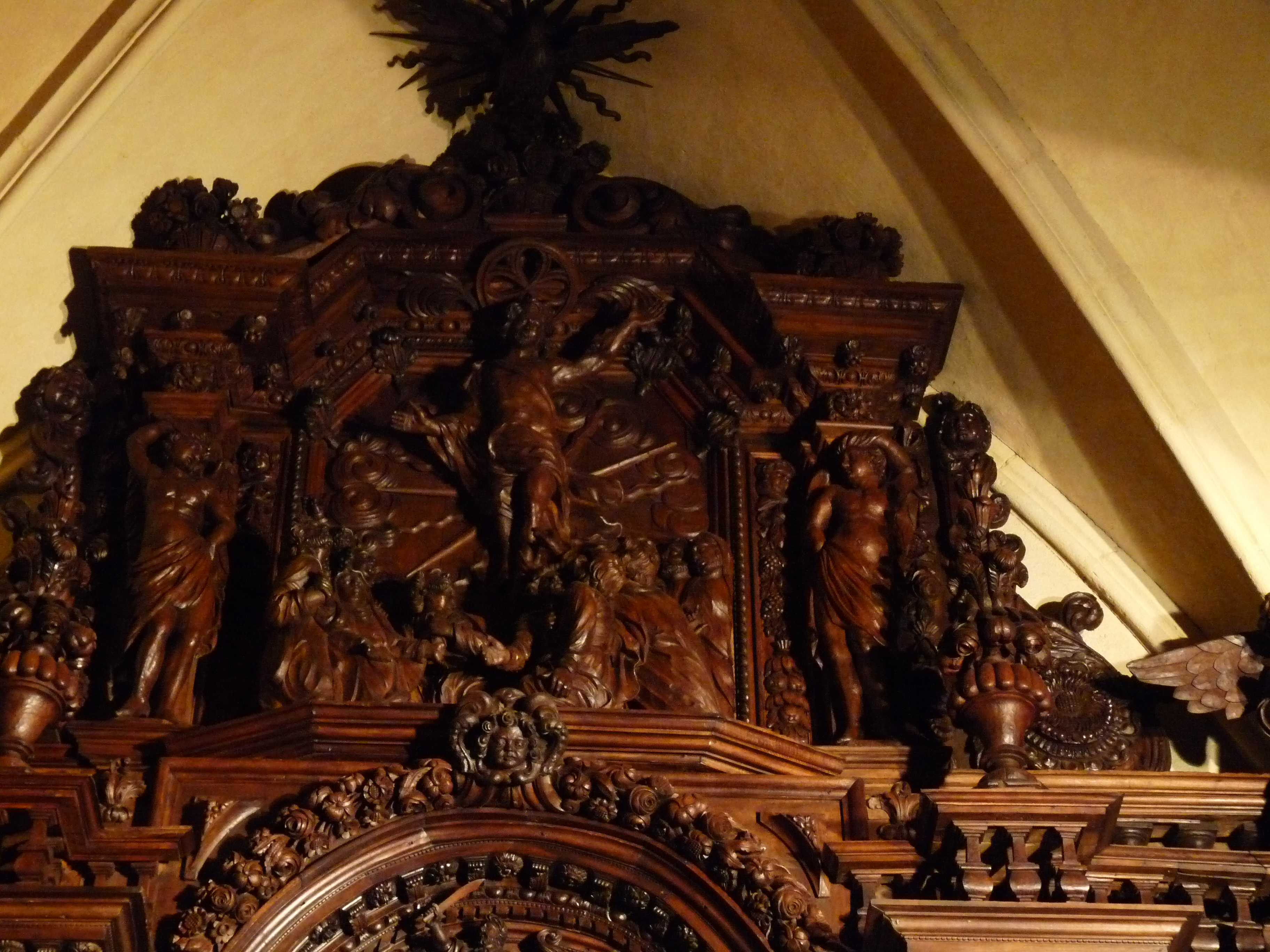
Haut du retable.

## Sources
- Dépliant disponible à l'intérieur de l'église et très utile pour visiter le retable
- guide bleu Limousin